# Sorivudine
Sorivudine (INN), là một loại thuốc chống vi rút tương tự nucleoside, được bán trên thị trường dưới tên thương mại như Usevir (Nippon Shoji, Eisai) và Brovavir (BMS).

## Dược lý

### Đặc tính
- Ưu tiên hàng đầu [cần dẫn nguồn]  điều trị bằng thuốc herpes acyclovir là (Zovirax, Activir) từ hoạt động mạnh của VZV của virus.
- Trải qua quá trình hấp thu qua đường tiêu hóa, hấp thu từ đường tiêu hóa sau khi bị thoái hóa nhiều nhất mà không được bài tiết qua nước tiểu.

### Cơ chế hoạt động
- Sorivudine bị phosphoryl hóa bởi hoạt động của thymidine kinase trong cơ thể và được hấp thụ vào DNA của virus thay vì nucleoside chính xác. Nó là một chất ức chế cạnh tranh của DNA polymerase, vì vậy DNA virus có thể được sao chép và virus không thể phát triển.

### Vi sinh
Sorivudine hoạt động chống lại hầu hết các loài trong họ herpesvirus.
- Virus herpes đơn loại I (HSV-1)
- Vi rút Varicella zoster (VZV)
- Virus Epstein-Barr (EBV)

## Tương tác
Sorivudine tương tác mạnh mẽ và trong một số trường hợp gây chết người với fluorouracil (5-FU), các tiền chất và các chất liên quan. Điều này dựa trên chất chuyển hóa bromovinyluracil (BVU), chất ức chế không thể đảo ngược enzyme dihydropyrimidine dehydrogenase (DPD) cần thiết để khử hoạt tính 5-FU. Các brivudine thuốc liên quan chặt chẽ có tương tác tương tự.

Bromovinyluracil (BVU)